# TESHI
TESHI（テシ、1978年7月11日 - ）は、愛知県のラジオDJ。コミュニティFM局Pitch FMのパーソナリティ、タレント。愛知県知立市出身。

## 来歴
高校時代よりラップグループを結成し、地元愛知県のパーティー会場に多数出演。
2000年 9月11日 に THE BEATONIXとしてリリースしたミニアルバム 4dogs straight out of UTill Fam. をきっかけに
地元ケーブルテレビ番組、ラジオ番組、イベントに多数出演し、タレント的活動を始める。
ラジオはFMおかざきをきっかけに多くの局へ出演。
2002年には アパレルとレコードのセレクトショップ mil をオープン
2003年1月～ 本人の地元に開局したPitch FM83.8MHz (エフエムキャッチ）のパーソナリティとなる。
2005年 飲食店 Good Sound Good Life Bar mil を3年間の期間限定でオープン
以降現在もラジオDJは続けている

## 人物
2000年にヒップホップグループ THE BEATONIXでCDデビュー。同年 愛知県岡崎市のラジオ局FMおかざきにてTHE BEATONIXの番組でDJデビュー。
以降、ワイド番組のパーソナリティもつとめる。
2003年 愛知県刈谷市に開局したPitch FMのDJとなり夕方ワイド番組 Pitch Beat Street838 を担当。
2016年から安城市を本拠地とするB3リーグのバスケットボールチーム、アレイオンズ安城のホームDJをしている。
スポーツDJとして ソフトボール JDリーグ デンソーブライトペガサス、サッカー 東海社会人リーグ FC刈谷を担当

## 担当番組
- Pitch Beat Street838